# 10570 Shibayasuo
10570 Shibayasuo (1994 GT) là một tiểu hành tinh vành đai chính được phát hiện ngày 8 tháng 4 năm 1994 bởi K. Endate và K. Watanabe ở Kitami.